# Böhmit
Böhmit er et aluminiumoxidhydroxid-mineral (γ-AlO(OH)). Mineralet er mest sandsynligt opkaldt efter den tysk-bøhmiske kemiker og fysiker Johann Böhm (1895-1952), og ikke efter den tyske geolog Johannes Böhm(1857-1938).
Mineralet finde i bauxit, hvorfra der udvindes aluminium.